# RSVP Technologies Inc.
RSVP Technologies Inc.是一家从事人工智能的科技公司，主要开发自然语言人机接口。公司于2013年在滑铁卢成立。创始人李明教授是加拿大皇家学会会士，现任滑铁卢大学教授。
RSVP公司基于信息论、深度学习与自然语言处理技术，开发了深度语义理解平台“薄言超脑”。该平台以自然语言的句子为输入，自动生成回复进行输出。在互联网大数据与机器学习的帮助下，该平台构建了大量的中英文知识，并可逐步提高对话能力。
RSVP公司曾与华为、四维图新、中国气象局和中国多个省市旅游局开展合作，开发产品包括智能旅游导游、行车导航助手等。目前，RSVP公司正在开发面向学龄儿童的智能玩具机器人“豆豆”。
在2015年，RSVP公司获得加拿大南安省联邦经济发展局（FedDev）的支持资金，最多达$950,000加元。2016年，加拿大联邦小企业与旅游部部长Bardish Chagger 到访RSVP公司。